# Joachim Murat

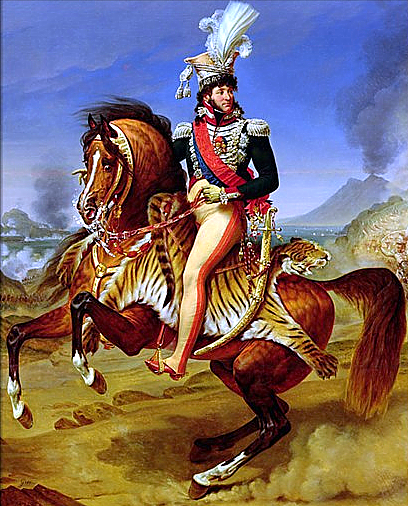
Portret konny Joachima Murata, obraz pędzla Antoine-Jean Grosa, 1812

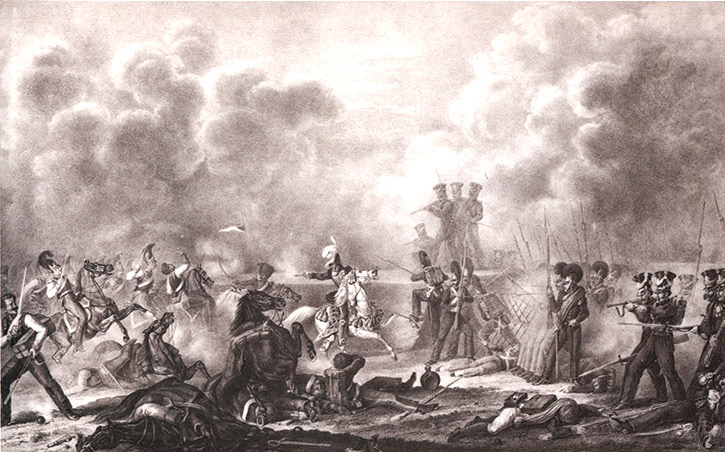
Murat pod Borodino, 1812

Joachim Murat, właśc. Joachim-Napoléon Murat (ur. 25 marca 1767 w Labastide-Fortunière (ob. Labastide-Murat), Francja, zm. 13 października 1815 w Pizzo, Włochy) – marszałek Francji, Wielki książę Bergu 1806–1808, król Neapolu 1808–1815.

## Życiorys
Syn Pierre’a Murata-Jordy’ego (zm. 27 lipca 1799), oberżysty. Do wojska wstąpił w 1787, służył w czasie rewolucji francuskiej. Zasłużył się Napoleonowi w Paryżu w 1795, gdzie pomógł mu stłumić bunt rojalistów. Był jego adiutantem od 1796 i służył pod nim we Włoszech i w Egipcie. W 1799 został generałem dywizji. Wróciwszy z Napoleonem do Francji, poparł go w zamachu 9 listopada 1799.
W 1800 roku poślubił najmłodszą siostrę Napoleona – Karolinę Bonaparte. Murat wsławił się jako dowódca kawalerii w 1800 pod Marengo. W czasie swojej kariery był jednym z najbardziej brawurowych dowódców napoleońskich.
W 1804 był gubernatorem Paryża i został marszałkiem Francji, a w 1805, będąc dowódcą kawalerii Wielkiej Armii, miał swój udział m.in. w zwycięstwie pod Austerlitz. W 1806 pod Jeną-Auerstedt pokonał armię pruską, potem ścigał Prusaków i pod koniec listopada wkroczył triumfalnie do Warszawy, gdzie negocjował z księciem Józefem Poniatowskim objęcie przez niego dowództwa armii polskiej. Pozostał z nim od tego czasu zaprzyjaźniony, książę Józef podarował mu szablę Stefana Batorego.
W 1807 pod Iławą Pruską jego decydująca szarża dała Francuzom zwycięstwo. W 1808 krwawo stłumił antyfrancuski opór w Hiszpanii, co umożliwiło objęcie tronu hiszpańskiego przez Józefa Bonapartego, a jemu samemu zostanie królem Neapolu jako Joachim Napoleon. W wyprawie na Moskwę 1812 dowódca kawalerii Wielkiej Armii, odznaczył się pod Borodino. Po odejściu Napoleona faktyczny dowódca armii, a gdy swym nieudolnym dowództwem doprowadził ją do klęski, zdał dowództwo Eugeniuszowi Beauharnais i powrócił do Neapolu próbując ratować swoje królestwo. W 1813 pobił Austriaków pod Dreznem i walczył pod Lipskiem. Mimo że wszystko zawdzięczał Napoleonowi, w swojej lojalności względem niego był niestały, mając za priorytet utrzymanie Królestwa Neapolitańskiego.
Po klęsce w 1814 opuścił Napoleona i uzyskał od jego przeciwników gwarancję utrzymania swojego tronu. Kongres wiedeński nie podtrzymał jednak gwarancji, więc Murat podczas „stu dni” znowu przeszedł na stronę Napoleona. Pod hasłem zjednoczenia Włoch zaatakował w marcu 1815 Austrię, ale został pokonany w bitwie pod Tolentino 2–3 maja i zbiegł do Francji, a potem na Korsykę. Po ostatecznej klęsce Napoleona udał się z garstką zwolenników na wybrzeże Kalabrii, próbując odzyskać tron neapolitański (ogłosił się królem). Został tam jednak pojmany przez siły rywala Ferdynanda I, skazany na śmierć i rozstrzelany.
Potomstwo
- Achilles (ur. 1801–1847), francuski książę, książę Cleves, następca tronu Neapolu, w 1826 ożenił się z Katarzyną Dudley
- Letycja (1802–1859), poślubiła w 1823 markiza Juliusza Taddeo Pepoli
- Lucien (1803–1878), francuski książę, książę Neapolu, książę Ponte-Corvo, a następnie 3. książę Murat; poślubił w 1831 roku Caroline Fraser, z którą miał piątkę dzieci
- Ludwika (1805–1889), żona hrabiego Juliusza Rasponiego

Potomkowie jego i żony Karoliny Bonaparte, wielokrotnie spokrewnieni z Bonapartami, a także z prastarymi rodami francuskimi oraz polskim rodem hrabiów Gołuchowskich (hrabia Agenor Maria Gołuchowski ożenił się z Anną Murat, prawnuczką Joachima), zaliczają się dziś do najwyższej arystokracji francuskiej (Prince de Murat, Prince français, Altesse Impériale).